# قرار مجلس الأمن التابع للأمم المتحدة رقم 710
قرار مجلس الأمن التابع للأمم المتحدة رقم 710، الذي اتخذ بدون تصويت في 12 أيلول / سبتمبر 1991، بعد دراسة طلب جمهورية لاتفيا الانضمام إلى عضوية الأمم المتحدة، أوصى الجمعية العامة بقبول لاتفيا.
في 17 سبتمبر 1991، قبلت الجمعية العامة لاتفيا بموجب القرار 46/5.

## روابط خارجية
- نص القرار في undocs.org